# 布澤烏河

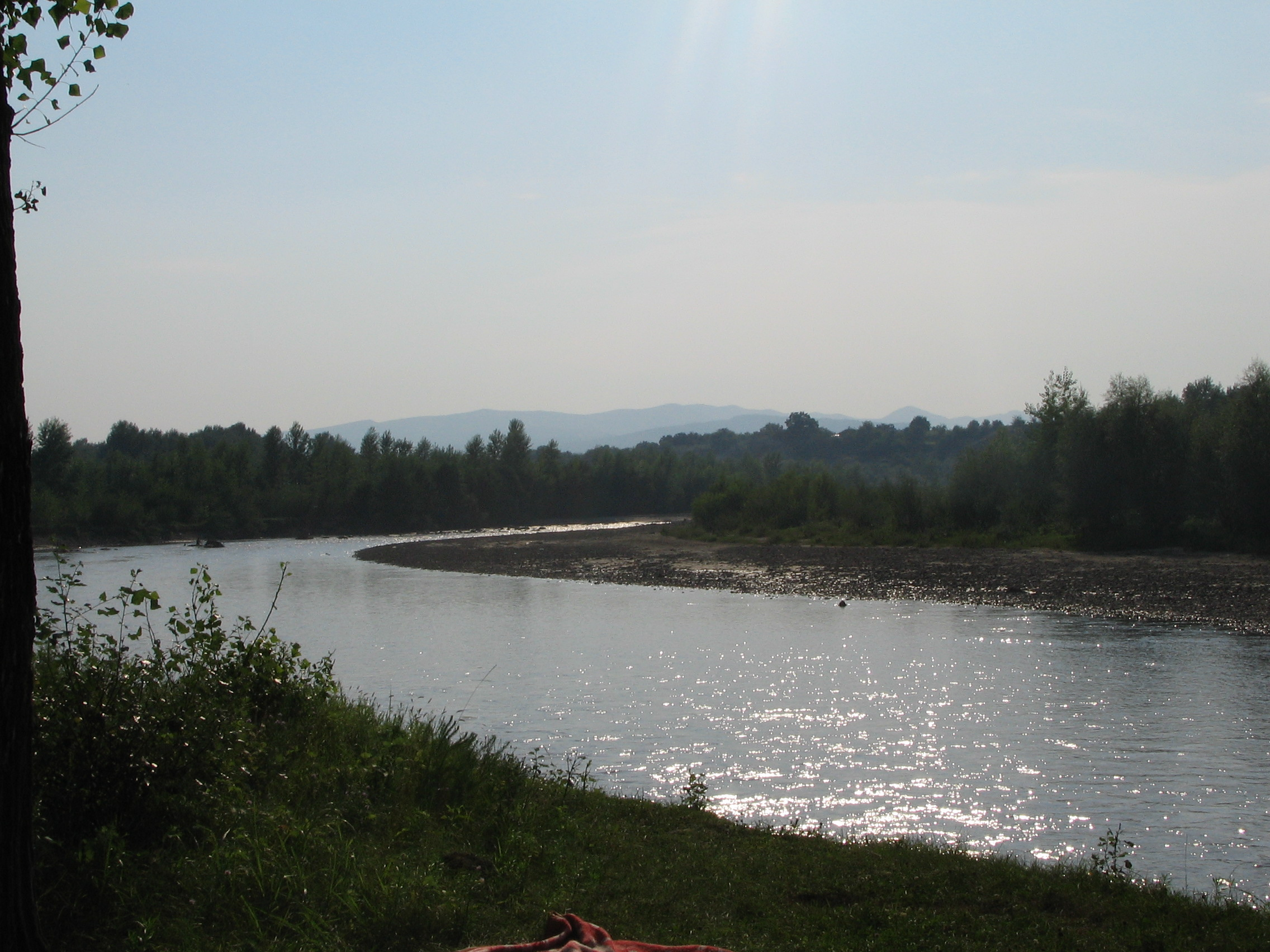

布澤烏河是羅馬尼亞的河流，位於該國東部，屬於錫雷特河的支流，發源自喀爾巴阡山脈東南部，河道全長302公里，流域面積5,505平方公里，平均流量每秒28.5立方米。